# EU-anpassning
EU-anpassning brukar vara ett begrepp som används i samband med standardisering inom EU. Eftersom EU:s medlemsstater har en mångfald av traditioner och olika kulturer skiljer sig ofta standardiseringar i olika medlemsstater mellan varandra. Nationella standarder har oftast utvecklats i respektive medlemsland men denna är många gånger inte alls överensstämmande med andra EU-länders standard. I vissa fall har det hänt att varje enskilt medlemsland har haft sin egen nationella standard som många gånger inte ens är kompatibel med någon annan. EU eftersträvar här en likartad standard i alla medlemsländer så att olika standarder kan användas även utanför de nationella gränserna. Av denna orsak sker då anpassningar till enhetlig EU-standard. Detta innebär ofta att ett antal medlemsländer måste ändra sin standard till den gemensamma EU-standarden. Det är detta som kallas EU-anpassning. Olika EU-anpassningar betyder olika ingrepp för olika medlemsländer. Ibland måste en del medlemsländer lägga om sin standard helt och hållet medan andra samtidigt bara behöver göra ett minimalt antal ändringar för detta. I vissa fall kan det till och med hända att några medlemsländer inte behöver göra något alls då den nya EU-standarden stämmer väl överens med den nationella standarden eller är åtminstone snarlik medan då andra länder samtidigt ställer om totalt.
EU-anpassningar kan många gånger upplevas med blandade känslor. I de fall EU-anpassningen innebär en markant förbättring tas den också emot positivt. Det kan till exempel hända att den nationella standarden har blivit föråldrad och då upplevs EU-anpassningen som en efterlängtad förnyelse. I andra fall kan den nationella standarden vara synnerligen väl fungerande och någon ersättning till en ny standard upplevs som onödigt. I dessa fall upplevs EU-anpassningen negativt av många då den anses av många som en onödig förändring som i vissa fall även kostar pengar att genomföra.
| Europeiska flaggan | EU-portalen – temasidan för Europeiska unionen på svenskspråkiga Wikipedia. |